# Exapion
Genre
Exapion est un genre de coléoptères de la famille des Apionidae.

## Liste des espèces
Selon GBIF (18 février 2023) :
- Exapion breviusculum (Rosenhauer, 1856)
- Exapion canescens (Desbrochers, 1889)
- Exapion compactum (Desbrochers des Loges, 1888)
- Exapion corniculatum (Germar, 1817)
- Exapion crassiusculum (Desbrochers des Loges, 1894)
- Exapion difficile (Herbst, 1797)
- Exapion elongatissimum (Desbrochers, 1870)
- Exapion elongatulum (Desbrochers des Loges, 1891)
- Exapion fasciolatum (Wagner, 1912)
- Exapion formaneki (Wagner, 1929)
- Exapion fulvum (Desbrochers des Loges, 1895)
- Exapion fuscirostre (Fabricius, 1775)
- Exapion genistae (Kirby, 1811)
- Exapion inexpertum (Wagner, 1906)
- Exapion laufferi (Schilsky, 1906)
- Exapion lemovicinum (A.Hoffmann, 1929)
- Exapion liguricum (Solari & Solari, 1905)
- Exapion oblongulum (Desbrochers, 1875)
- Exapion putonii (Ch.Brisout, 1866)
- Exapion reyi (Desbrochers des Loges, 1897)
- Exapion schatzmayri Wagner, 1923
- Exapion sublineatum (Schilsky, 1906)
- Exapion subparallelum (Desbrochers des Loges, 1888)
- Exapion uliciperda (Pandellé, 1867)
- Exapion ulicis (Forster, 1771)
- Exapion wagnerianum Schatzmayr, 1925
- Exapion winkleri (Wagner, 1912)

## Galerie

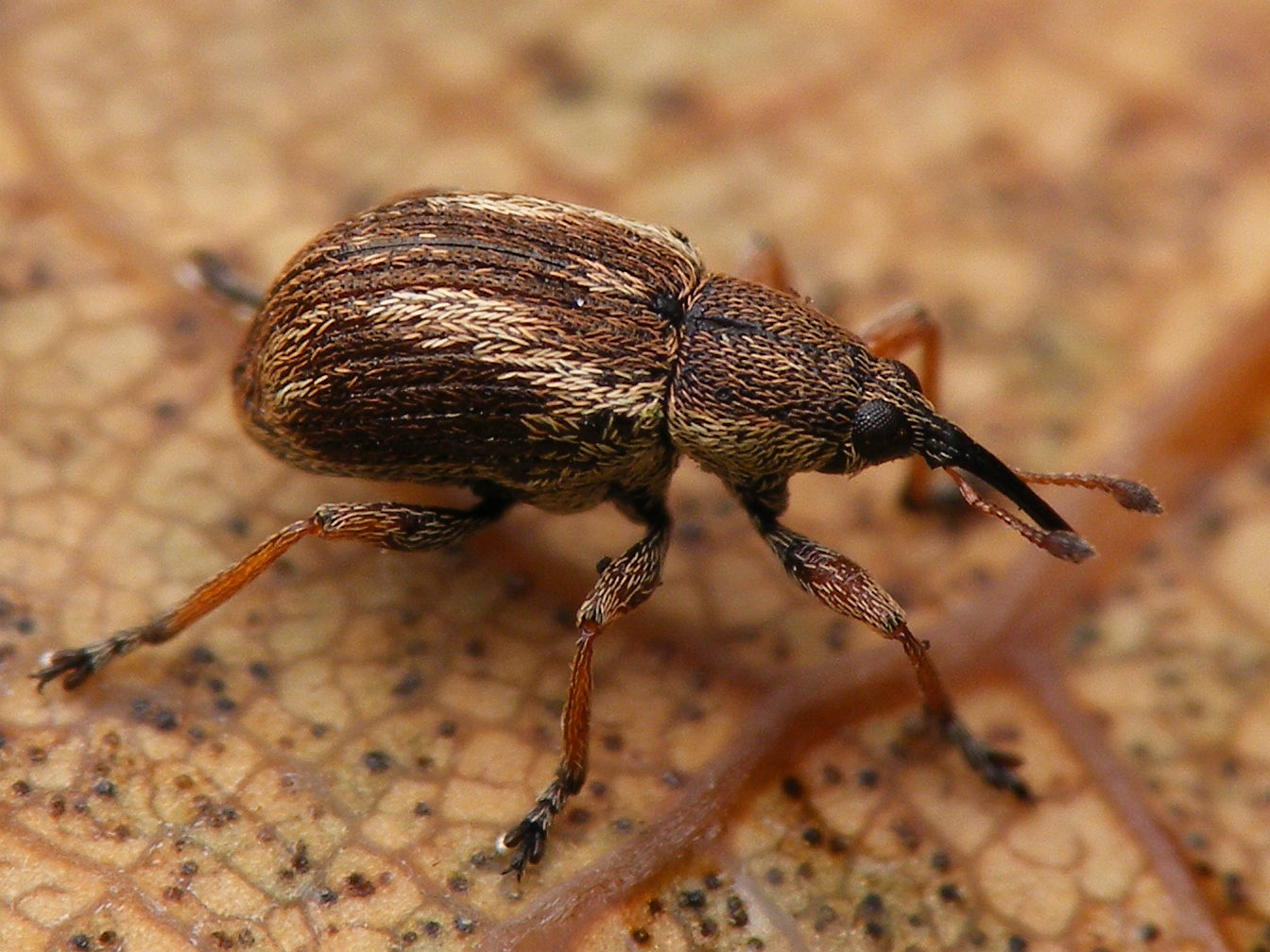
Exapion fuscirostre.
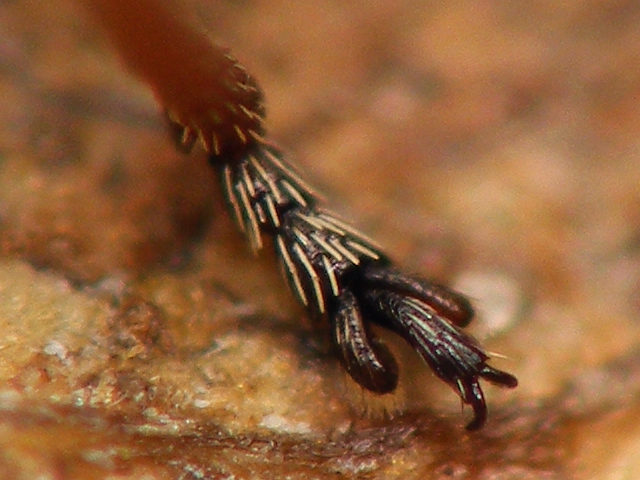
Exapion fuscirostre, détail de la patte.
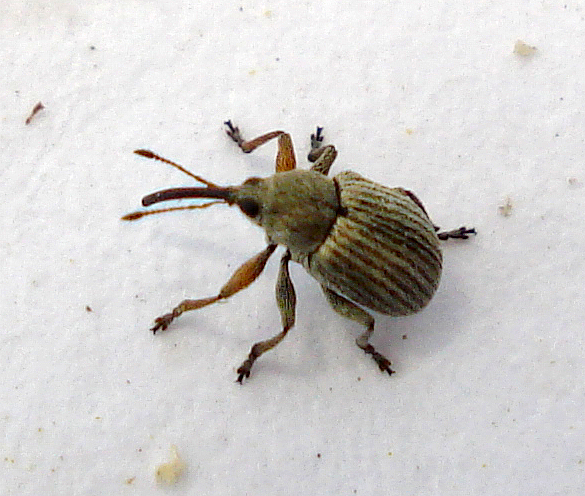
Exapion ulicis.
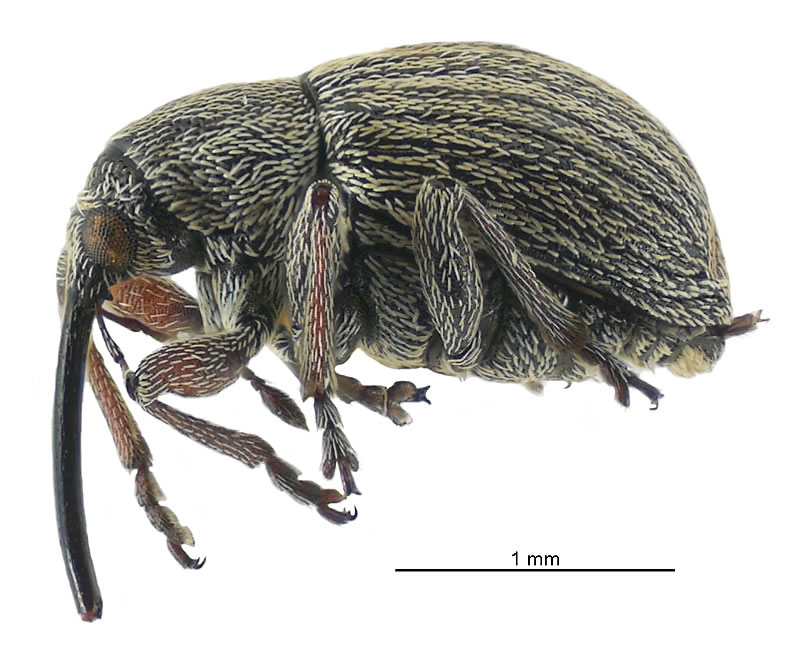
Exapion ulicis, vue latérale.

## Systématique
Le nom valide complet (avec auteur) de ce taxon est Exapion Bedel, 1887.
Exapion a pour synonymes :
- Escapion Wagner, 1923
- Oxystoma Stephens, 1829
- Ulapion Ehret, 1997